# Индиана Фивер
«Индиа́на Фи́вер» (англ. Indiana Fever) — американский профессиональный женский баскетбольный клуб, выступающий в Восточной конференции женской национальной баскетбольной ассоциации (ЖНБА). Команда была основана в городе Индианаполис (штат Индиана) перед началом сезона 2000 года, домашние встречи проводит в «Гейнбридж-филдхаусе», а во время его реконструкции играла в «Хинкл-филдхаусе», домашней арене студенческой команды «Батлер Бульдогс». Владельцем команды является Герберт Саймон, которому также принадлежит клуб НБА «Индиана Пэйсерс» и компания «Simon Property Group».
За свою долгую историю «Индиана» выходила в плей-офф в тринадцати из двадцати двух сезонов, три раза становилась чемпионом Восточной конференции, в 2009 и 2015 годах проиграла, но оба раза лишь в решающем пятом матче серии, а в 2012 году завоевала чемпионский титул ЖНБА.
За время существования клуба в нём выступали такие известные баскетболистки, как Тамека Диксон, Кэппи Пондекстер, Талли Бевилаква, Иоланда Гриффит, Брианн Дженьюари, Кэндис Дюпри, Тамика Кэтчингс, Никки Маккрей, Келли Миллер, Кэти Дуглас, Тэмми Саттон-Браун, Танджела Смит, Шери Сэм, Стефани Уайт, Натали Уильямс, Тамика Уитмор, Эллисон Фистер, Кара Уолтерс, Эрин Филлипс и Наташа Ховард.

## Участия в финалах ЖНБА
Команда «Индиана Фивер» принимала участие в трёх финальных сериях ЖНБА, одержав победу в одной из них.
| Сезон | Соперник        | Результат | Счёт                | Место проведения                    |
| ----- | --------------- | --------- | ------------------- | ----------------------------------- |
| 2009  | Финикс Меркури  | Поражение | 86:94 (2:3 в серии) | ЮС Эйрвейс-центр, Финикс            |
| 2012  | Миннесота Линкс | Победа    | 87:78 (3:1 в серии) | Бэнкерс Лайф-филдхаус, Индианаполис |
| 2015  | Миннесота Линкс | Поражение | 52:69 (2:3 в серии) | Таргет-центр, Миннеаполис           |

## Протокол сезонов ЖНБА
| Сезон         | Конференция   | Место         | Регулярный чемпионат | Регулярный чемпионат | Регулярный чемпионат | Плей-офф | Тренер                                    | Ссылки                                    |
| Сезон         | Конференция   | Место         | Победы               | Поражения            | Процент              | Плей-офф | Тренер                                    | Ссылки                                    |
| Индиана Фивер | Индиана Фивер | Индиана Фивер | Индиана Фивер        | Индиана Фивер        | Индиана Фивер        | Индиана Фивер | Индиана Фивер                             | Индиана Фивер                             |
| ------------- | ------------- | ------------- | -------------------- | -------------------- | -------------------- | --- | ----------------------------------------- | ----------------------------------------- |
| 2000          | Восточная     | 7-е           | 9                    | 23                   | 28,1                 | Не квалифицировалась в плей-офф | Энн Донован                               | [ 6 ]                                     |
| 2001          | Восточная     | 6-е           | 10                   | 22                   | 31,3                 | Не квалифицировалась в плей-офф | Нелл Фортнер                              | [ 7 ]                                     |
| 2002          | Восточная     | 4-е           | 16                   | 16                   | 50,0                 | Проиграла в полуфинале конференции «Либерти» со счётом 1:2                                                                                                 | Нелл Фортнер                              | [ 8 ]                                     |
| 2003          | Восточная     | 5-е           | 16                   | 18                   | 47,1                 | Не квалифицировалась в плей-офф | Нелл Фортнер                              | [ 9 ]                                     |
| 2004          | Восточная     | 6-е           | 15                   | 19                   | 44,1                 | Не квалифицировалась в плей-офф | Брайан Уинтерс                            | [ 10 ]                                    |
| 2005          | Восточная     | 2-е           | 21                   | 13                   | 61,8                 | Выиграла в полуфинале конференции у «Либерти» со счётом 2:0 Проиграла в финале конференции «Сан» со счётом 0:2                                             | Брайан Уинтерс                            | [ 11 ]                                    |
| 2006          | Восточная     | 3-е           | 21                   | 13                   | 61,8                 | Проиграла в полуфинале конференции «Шок» со счётом 0:2 | Брайан Уинтерс                            | [ 12 ]                                    |
| 2007          | Восточная     | 2-е           | 21                   | 13                   | 61,8                 | Выиграла в полуфинале конференции у «Сан» со счётом 2:1 Проиграла в финале конференции «Шок» со счётом 1:2                                                 | Брайан Уинтерс                            | [ 13 ]                                    |
| 2008          | Восточная     | 4-е           | 17                   | 17                   | 50,0                 | Проиграла в полуфинале конференции «Шок» со счётом 1:2 | Лин Данн                                  | [ 14 ]                                    |
| 2009          | Восточная     | 1-е           | 22                   | 12                   | 64,7                 | Выиграла в полуфинале конференции у «Мистикс» со счётом 2:0 Выиграла в финале конференции у «Шок» со счётом 2:1 Проиграла в финале «Меркури» со счётом 2:3 | Лин Данн                                  | [ 15 ]                                    |
| 2010          | Восточная     | 3-е           | 21                   | 13                   | 61,8                 | Проиграла в полуфинале конференции «Либерти» со счётом 1:2                                                                                                 | Лин Данн                                  | [ 16 ]                                    |
| 2011          | Восточная     | 1-е           | 21                   | 13                   | 61,8                 | Выиграла в полуфинале конференции у «Либерти» со счётом 2:1 Проиграла в финале конференции «Дрим» со счётом 1:2                                            | Лин Данн                                  | [ 17 ]                                    |
| 2012          | Восточная     | 2-е           | 22                   | 12                   | 64,7                 | Выиграла в полуфинале конференции у «Дрим» со счётом 2:1 Выиграла в финале конференции у «Сан» со счётом 2:1 Выиграла в финале у «Линкс» со счётом 3:1     | Лин Данн                                  | [ 18 ]                                    |
| 2013          | Восточная     | 4-е           | 16                   | 18                   | 47,1                 | Выиграла в полуфинале конференции у «Скай» со счётом 2:0 Проиграла в финале конференции «Дрим» со счётом 0:2                                               | Лин Данн                                  | [ 19 ]                                    |
| 2014          | Восточная     | 2-е           | 16                   | 18                   | 47,1                 | Выиграла в полуфинале конференции у «Мистикс» со счётом 2:0 Проиграла в финале конференции «Скай» со счётом 1:2                                            | Лин Данн                                  | [ 20 ]                                    |
| 2015          | Восточная     | 3-е           | 20                   | 14                   | 58,8                 | Выиграла в полуфинале конференции у «Скай» со счётом 2:1 Выиграла в финале конференции у «Либерти» со счётом 2:1 Проиграла в финале «Линкс» со счётом 2:3  | Стефани Уайт                              | [ 21 ]                                    |
| 2016          | Восточная     | 3-е           | 17                   | 17                   | 50,0                 | Проиграла в первом раунде «Меркури» со счётом 78:89 | Стефани Уайт                              | [ 22 ]                                    |
| 2017          | Восточная     | 6-е           | 9                    | 25                   | 26,5                 | Не квалифицировалась в плей-офф | Поки Четмэн                               | [ 23 ]                                    |
| 2018          | Восточная     | 6-е           | 6                    | 28                   | 17,6                 | Не квалифицировалась в плей-офф | Поки Четмэн                               | [ 24 ]                                    |
| 2019          | Восточная     | 4-е           | 13                   | 21                   | 38,2                 | Не квалифицировалась в плей-офф | Поки Четмэн                               | [ 25 ]                                    |
| 2020          | Восточная     | 5-е           | 6                    | 16                   | 27,3                 | Не квалифицировалась в плей-офф | Марианна Стэнли                           | [ 26 ]                                    |
| 2021          | Восточная     | 6-е           | 6                    | 26                   | 18,8                 | Не квалифицировалась в плей-офф | Марианна Стэнли                           | [ 27 ]                                    |
| 2022          | Восточная     | 6-е           | 5                    | 31                   | 13,9                 | Не квалифицировалась в плей-офф | Марианна Стэнли (2-7) Карлос Нокс (3-24)  | [ 28 ]                                    |
| 2023          | Восточная     | 6-е           | 13                   | 27                   | 32,5                 | Не квалифицировалась в плей-офф | Кристи Сайдс                              | [ 29 ]                                    |
| 2024          | Восточная     | 3-е           | 20                   | 20                   | 50,0                 | Проиграла в первом раунде «Сан» со счётом 0:2 | Кристи Сайдс                              | [ 30 ]                                    |
| Регулярки     | Регулярки     | Регулярки     | 379                  | 465                  | 44,9                 | 3 титула победителя Восточной конференции | 3 титула победителя Восточной конференции | 3 титула победителя Восточной конференции |
| Плей-офф      | Плей-офф      | Плей-офф      | 35                   | 35                   | 50,0                 | 1 титул победителя турнира женской НБА | 1 титул победителя турнира женской НБА    | 1 титул победителя турнира женской НБА    |

## Статистика игроков
| Сезоны | Лучшие игроки команды по пяти главным статистическим показателям | Лучшие игроки команды по пяти главным статистическим показателям | Лучшие игроки команды по пяти главным статистическим показателям | Лучшие игроки команды по пяти главным статистическим показателям | Лучшие игроки команды по пяти главным статистическим показателям | Ссылки |
| Сезоны | PPG                                                              | RPG                                                              | APG                                                              | SPG                                                              | BPG                                                              | Ссылки |
| ------ | ---------------------------------------------------------------- | ---------------------------------------------------------------- | ---------------------------------------------------------------- | ---------------------------------------------------------------- | ---------------------------------------------------------------- | ------ |
| 2000   | Кара Уолтерс (11,9)                                              | Кара Уолтерс (5,3)                                               | Рита Уильямс (3,2)                                               | Рита Уильямс (2,4)                                               | Кара Уолтерс (1,6)                                               | [ 6 ]  |
| 2001   | Рита Уильямс (11,9)                                              | Юргита Штреймиките (5,1)                                         | Рита Уильямс (3,6)                                               | Рита Уильямс (2,3)                                               | Келли Шумахер (1,0)                                              | [ 7 ]  |
| 2002   | Тамика Кэтчингс (18,6)                                           | Тамика Кэтчингс (8,6)                                            | Коквис Вашингтон (4,4) Тамика Кэтчингс (3,7)[b]                  | Тамика Кэтчингс (2,9)[a]                                         | Тамика Кэтчингс (1,3)                                            | [ 8 ]  |
| 2003   | Тамика Кэтчингс (19,7)                                           | Тамика Кэтчингс (8,0)                                            | Тамика Кэтчингс (3,4)                                            | Тамика Кэтчингс (2,1)                                            | Тамика Кэтчингс (1,0)                                            | [ 9 ]  |
| 2004   | Тамика Кэтчингс (16,7)                                           | Тамика Кэтчингс (7,3)                                            | Тамика Кэтчингс (3,4)                                            | Тамика Кэтчингс (2,0)                                            | Тамика Кэтчингс (1,1)                                            | [ 10 ] |
| 2005   | Тамика Кэтчингс (14,7)                                           | Тамика Кэтчингс (7,8)                                            | Тамика Кэтчингс (4,2)                                            | Тамика Кэтчингс (2,6)                                            | Келли Шумахер (0,7)                                              | [ 11 ] |
| 2006   | Тамика Кэтчингс (16,3)                                           | Тамика Кэтчингс (7,5)                                            | Тамика Кэтчингс (3,7)                                            | Тамика Кэтчингс (2,9)                                            | Тамика Кэтчингс (1,1)                                            | [ 12 ] |
| 2007   | Тамика Кэтчингс (16,6)                                           | Тамика Кэтчингс (9,0)                                            | Тамика Кэтчингс (4,7)                                            | Тамика Кэтчингс (3,1)                                            | Тэмми Саттон-Браун (1,4)                                         | [ 13 ] |
| 2008   | Кэти Дуглас (15,6)                                               | Эбони Хоффман (7,8)                                              | Тамика Кэтчингс (3,3)                                            | Талли Бевилаква (2,0)                                            | Тэмми Саттон-Браун (1,7)                                         | [ 14 ] |
| 2009   | Кэти Дуглас (17,6)                                               | Тамика Кэтчингс (7,2)                                            | Тамика Кэтчингс (3,1)                                            | Тамика Кэтчингс (2,9)                                            | Тэмми Саттон-Браун (1,5)                                         | [ 15 ] |
| 2010   | Тамика Кэтчингс (18,2)                                           | Тамика Кэтчингс (7,1)                                            | Тамика Кэтчингс (4,0)                                            | Тамика Кэтчингс (2,3)                                            | Тэмми Саттон-Браун (1,6)                                         | [ 16 ] |
| 2011   | Тамика Кэтчингс (15,5)                                           | Тамика Кэтчингс (7,1)                                            | Брианн Дженьюари (5,0) Тамика Кэтчингс (3,5)[c]                  | Тамика Кэтчингс (2,0)                                            | Джессика Дэвенпорт (1,3)                                         | [ 17 ] |
| 2012   | Тамика Кэтчингс (17,4)                                           | Тамика Кэтчингс (7,6)                                            | Брианн Дженьюари (3,9)                                           | Тамика Кэтчингс (2,1)                                            | Тамика Кэтчингс (0,9)                                            | [ 18 ] |
| 2013   | Тамика Кэтчингс (17,7)                                           | Эрлана Ларкинс (7,8)                                             | Брианн Дженьюари (3,7)                                           | Тамика Кэтчингс (2,8)                                            | Тамика Кэтчингс и Джессика Бриланд (1,0)                         | [ 19 ] |
| 2014   | Тамика Кэтчингс (16,1) Шавонте Зеллус (11,0)[d]                  | Эрлана Ларкинс (9,2)                                             | Брианн Дженьюари (3,7)                                           | Эрлана Ларкинс (1,9)                                             | Эрлана Ларкинс (0,8)                                             | [ 20 ] |
| 2015   | Тамика Кэтчингс (13,1)                                           | Тамика Кэтчингс (7,1)                                            | Брианн Дженьюари (3,4)                                           | Тамика Кэтчингс (1,8)                                            | Тамика Кэтчингс (0,8)                                            | [ 21 ] |
| 2016   | Тамика Кэтчингс (12,7)                                           | Эрлана Ларкинс (7,4)                                             | Брианн Дженьюари (4,7)                                           | Тамика Кэтчингс (1,8)                                            | Деверо Питерс (0,6)                                              | [ 22 ] |
| 2017   | Кэндис Дюпри (15,0)                                              | Кэндис Дюпри (5,8)                                               | Эрика Уилер (4,1)                                                | Шенис Джонсон (1,5) Эрика Уилер (1,4)[e]                         | Дженнифер Хэмсон (0,9) Джазмон Гватми (0,8)[f]                   | [ 23 ] |
| 2018   | Кэндис Дюпри (14,2)                                              | Натали Ачонва (6,9)                                              | Эрика Уилер (4,1)                                                | Виктория Вивианс (0,9)                                           | Натали Ачонва (0,7)                                              | [ 24 ] |
| 2019   | Келси Митчелл (13,6)                                             | Тиэра Маккоуэн (9,0)                                             | Эрика Уилер (5,0)                                                | Бетнайджа Лейни (1,4)                                            | Тиэра Маккоуэн (1,3)                                             | [ 25 ] |
| 2020   | Келси Митчелл (17,9)                                             | Тиэра Маккоуэн (7,3)                                             | Жюли Альмо (5,8)                                                 | Жюли Альмо (1,1)                                                 | Тиэра Маккоуэн (1,0)                                             | [ 26 ] |
| 2021   | Келси Митчелл (17,8)                                             | Тиэра Маккоуэн (9,6)                                             | Даниэлла Робинсон (3,7)                                          | Даниэлла Робинсон (1,6)                                          | Тиэра Маккоуэн (1,6)                                             | [ 27 ] |
| 2022   | Келси Митчелл (18,4)                                             | Налисса Смит (7,9)                                               | Келси Митчелл (4,2)                                              | Виктория Вивианс (1,1)                                           | Куин Эгбо (1,2)                                                  | [ 28 ] |
| 2023   | Келси Митчелл (18,2)                                             | Налисса Смит (9,2)                                               | Эрика Уилер (5,0)                                                | Алия Бостон (1,3)                                                | Алия Бостон (1,3)                                                | [ 29 ] |
| 2024   | Кейтлин Кларк (19,2)                                             | Алия Бостон (8,9)                                                | Кейтлин Кларк (8,4)                                              | Кейтлин Кларк (1,3)                                              | Алия Бостон (1,2)                                                | [ 30 ] |

- a  Жирным шрифтом выделен игрок, который выиграл в этом сезоне ту или иную номинацию.
- b  В этом сезоне Коквис Вашингтон стала лучшей в команде по среднему показателю за игру (4,4), однако провела всего лишь 11 встреч из 32, поэтому её результат не учитывался при распределении мест в этой номинации, а первое место в клубе заняла Тамика Кэтчингс, показатель которой составил всего 3,7 передачи в среднем за игру[8].
- c  В этом сезоне Брианн Дженьюари стала лучшей в клубе по среднему показателю за игру (5,0), однако провела всего лишь 10 матчей из 34, поэтому её результат не учитывался при распределении мест в этой номинации, а первое место в команде заняла Тамика Кэтчингс, показатель которой составил всего 3,5 передачи в среднем за игру[17].
- d  В этом сезоне Тамика Кэтчингс стала лучшей в команде по среднему показателю за игру (16,1), однако провела всего лишь 16 матчей из 34, поэтому её результат не учитывался при распределении мест в этой номинации, а первое место в клубе заняла Шавонте Зеллус, показатель которой составил всего 11,0 очка в среднем за игру[20].
- e  В этом сезоне Шенис Джонсон стала лучшей в клубе по среднему показателю за игру (1,5), однако провела всего лишь 14 матчей из 34, поэтому её результат не учитывался при распределении мест в этой номинации, а первое место в команде заняла Эрика Уилер, показатель которой составил всего 1,4 перехвата в среднем за игру[23].
- f  В этом сезоне Дженнифер Хэмсон стала лучшей в клубе по среднему показателю за игру (0,9), однако провела всего лишь 14 матчей из 34, поэтому её результат не учитывался при распределении мест в этой номинации, а первое место в команде заняла Джазмон Гватми, показатель которой составил всего 0,8 блок-шота в среднем за игру[23].

## Текущий состав
| \| Поз. \| № \| Гражд. \| Имя \| Дата рождения (возраст) \| Рост \| Вес \| Звание \| \| ---- \| -- \| ------ \| --------------- \| -------------------------- \| ------ \| ------ \| ------ \| \| З \| 0 \| \| Келси Митчелл \| 12 ноября 1995 (29 лет) \| 173 см \| 72 кг \| \| \| З \| 3 \| \| Кристи Уоллес \| 3 января 1996 (29 лет) \| 180 см \| 69 кг \| \| \| Ф \| 6 \| \| Наташа Ховард \| 2 сентября 1991 (33 года) \| 191 см \| 78 кг \| \| \| Ф/Ц \| 7 \| \| Алия Бостон \| 11 декабря 2001 (23 года) \| 196 см \| 100 кг \| \| \| З \| 8 \| \| Софи Каннингем \| 16 августа 1996 (28 лет) \| 185 см \| 75 кг \| \| \| З/Ф \| 10 \| \| Лекси Халл \| 13 сентября 1999 (25 лет) \| 185 см \| 70 кг \| \| \| Ф \| 11 \| \| Брианна Тёрнер \| 5 июля 1996 (29 лет) \| 191 см \| 79 кг \| \| \| Ц \| 12 \| \| Дамирис Дантас \| 17 ноября 1992 (32 года) \| 193 см \| 97 кг \| \| \| Ф \| 21 \| \| Макайла Тимпсон \| 20 сентября 2002 (22 года) \| 188 см \| 78 кг \| \| \| З \| 22 \| \| Кейтлин Кларк \| 22 января 2002 (23 года) \| 183 см \| 71 кг \| \| \| З/Ф \| 25 \| \| Деванна Боннер \| 21 августа 1987 (37 лет) \| 193 см \| 64 кг \| \| \| З \| 51 \| \| Сидни Колсон \| 6 августа 1989 (35 лет) \| 173 см \| 62 кг \| \| | Главный тренер - Стефани Уайт Ассистенты тренера - Брианн Дженьюари - Карима Кристмас - Остин Келли - Кит Портер Легенда - (К) — Капитан команды Последнее изменение: 14 мая 2025 года |                |                 |                            |        |        |        |
| Поз. | № | Гражд.         | Имя             | Дата рождения (возраст)    | Рост   | Вес    | Звание |
| З | 0 | Флаг США       | Келси Митчелл   | 12 ноября 1995 (29 лет)    | 173 см | 72 кг  |        |
| З | 3 | Флаг Австралии | Кристи Уоллес   | 3 января 1996 (29 лет)     | 180 см | 69 кг  |        |
| Ф | 6 | Флаг США       | Наташа Ховард   | 2 сентября 1991 (33 года)  | 191 см | 78 кг  |        |
| Ф/Ц | 7 | Флаг США       | Алия Бостон     | 11 декабря 2001 (23 года)  | 196 см | 100 кг |        |
| З | 8 | Флаг США       | Софи Каннингем  | 16 августа 1996 (28 лет)   | 185 см | 75 кг  |        |
| З/Ф | 10 | Флаг США       | Лекси Халл      | 13 сентября 1999 (25 лет)  | 185 см | 70 кг  |        |
| Ф | 11 | Флаг США       | Брианна Тёрнер  | 5 июля 1996 (29 лет)       | 191 см | 79 кг  |        |
| Ц | 12 | Флаг Бразилии  | Дамирис Дантас  | 17 ноября 1992 (32 года)   | 193 см | 97 кг  |        |
| Ф | 21 | Флаг США       | Макайла Тимпсон | 20 сентября 2002 (22 года) | 188 см | 78 кг  |        |
| З | 22 | Флаг США       | Кейтлин Кларк   | 22 января 2002 (23 года)   | 183 см | 71 кг  |        |
| З/Ф | 25 | Флаг США       | Деванна Боннер  | 21 августа 1987 (37 лет)   | 193 см | 64 кг  |        |
| З | 51 | Флаг США       | Сидни Колсон    | 6 августа 1989 (35 лет)    | 173 см | 62 кг  |        |

## Главные тренеры
| Тренер          | Сезоны                | Победы и поражения (процент) | Победы и поражения (процент) | Ссылки |
| Тренер          | Сезоны                | Регулярка                    | Плей-офф                     | Ссылки |
| --------------- | --------------------- | ---------------------------- | ---------------------------- | ------ |
| Энн Донован     | 2000                  | 9-23 (28,1)                  | 0-0 (0,0)                    | [ 31 ] |
| Нелл Фортнер    | 2001—2003             | 42-56 (42,9)                 | 1-2 (33,3)                   | [ 32 ] |
| Брайан Уинтерс  | 2004—2007             | 78-58 (57,4)                 | 5-7 (41,7)                   | [ 33 ] |
| Лин Данн        | 2008—2014             | 135-103 (56,7)               | 23-18 (56,1)                 | [ 34 ] |
| Стефани Уайт    | 2015—2016, 2025—н. в. | 37-31 (54,4)                 | 6-6 (50,0)                   | [ 35 ] |
| Поки Четмэн     | 2017—2019             | 28-74 (27,5)                 | 0-0 (0,0)                    | [ 36 ] |
| Марианна Стэнли | 2020—2022             | 14-49 (22,2)                 | 0-0 (0,0)                    | [ 37 ] |
| Карлос Нокс     | 2022                  | 3-24 (11,1)                  | 0-0 (0,0)                    | [ 38 ] |
| Кристи Сайдс    | 2023—2024             | 33-47 (41,3)                 | 0-2 (0,0)                    | [ 39 ] |
| Всего           |                       | 379-465 (44,9)               | 35-35 (50,0)                 |        |

## Владельцы команды
- Герберт Саймон (2000—н.в.)
- Мелвин Саймон (2000—2009)

## Генеральные менеджеры
- Нелл Фортнер (2000—2003)
- Келли Краускопф (2004—2017)
- Поки Четмэн (2018—2019)
- Тамика Кэтчингс (2020—2021)
- Лин Данн (2022—2024)
- Эмбер Кокс (2025—н.в.)

## Зал славы баскетбола
| Игрок              | Позиция        | Карьера в команде | Год включения | Ссылки |
| ------------------ | -------------- | ----------------- | ------------- | ------ |
| Тамика Кэтчингс[a] | Лёгкий форвард | (2002—2016)       | 2020          | [ 40 ] |

- a  Тамика Кэтчингс была выбрана в Зал славы баскетбола 4 апреля 2020 года, но из-за пандемии COVID-19 церемония включения уже несколько раз переносилась и теперь должна состояться 13-15 мая 2021 года[41].

## Зал славы женского баскетбола
| Игрок              | Позиция                     | Карьера в команде | Год включения | Ссылки |
| ------------------ | --------------------------- | ----------------- | ------------- | ------ |
| Никки Маккрей      | Атакующий защитник          | (2002—2003)       | 2012          | [ 42 ] |
| Иоланда Гриффит    | Центровая                   | (2009)            | 2014          | [ 43 ] |
| Натали Уильямс     | Тяжёлый форвард / Центровая | (2003—2005)       | 2016          | [ 44 ] |
| Кара Уолтерс       | Центровая                   | (2000)            | 2017          | [ 45 ] |
| Тамика Кэтчингс[b] | Лёгкий форвард              | (2002—2016)       | 2020          | [ 46 ] |

- b  Форвард Тамика Кэтчингс была выбрана в Зал славы женского баскетбола весной 2020 года, но из-за пандемии COVID-19 церемония включения уже несколько раз переносилась и теперь должна состояться 12 июня 2021 года.

## Индивидуальные и командные награды
| Награды                     | Игроки, тренеры и сезоны                                                                 | Ссылки |
| --------------------------- | ---------------------------------------------------------------------------------------- | ------ |
| Чемпионка ЖНБА              | 1 (2012)                                                                                 | [ 47 ] |
| Финал ЖНБА                  | 3 (2009, 2012 и 2015)                                                                    |        |
| Плей-офф ЖНБА               | 14 (2002, 2005, 2006, 2007, 2008, 2009, 2010, 2011, 2012, 2013, 2014, 2015, 2016 и 2024) |        |
| MVP ЖНБА                    | Тамика Кэтчингс (2011)                                                                   | [ 48 ] |
| MVP финала ЖНБА             | Тамика Кэтчингс (2012)                                                                   | [ 49 ] |
| MVP ASG ЖНБА                | Эрика Уилер (2019)                                                                       | [ 50 ] |
| Лучший игрок обороны        | Тамика Кэтчингс (2005, 2006, 2009, 2010 и 2012)                                          | [ 51 ] |
| Самый прогрессирующий игрок | Келли Миллер (2004), Эбони Хоффман (2008), Шавонте Зеллус (2013)                         | [ 52 ] |
| Спортивное поведение        | Талли Бевилаква (2007), Тамика Кэтчингс (2010, 2013 и 2016)                              | [ 53 ] |
| Лучший шестой игрок         | нет                                                                                      | [ 54 ] |
| Лидерские качества          | Тамика Кэтчингс (2008 и 2016), Натали Ачонва (2020), Келси Митчелл (2023)                | [ 55 ] |
| Лучший новичок              | Тамика Кэтчингс (2002), Алия Бостон (2023), Кейтлин Кларк (2024)                         | [ 56 ] |
| Лучший тренер               | нет                                                                                      | [ 57 ] |
| Лучший менеджер             | нет                                                                                      | [ 58 ] |

## Закреплённые номера
| Закреплённые номера | Закреплённые номера | Закреплённые номера | Закреплённые номера | Закреплённые номера |
| Номер               | Игрок               | Позиция             | Годы                | Ссылки              |
| ------------------- | ------------------- | ------------------- | ------------------- | ------------------- |
| 24                  | Тамика Кэтчингс     | Лёгкий форвард      | (2002—2016)         | [ 59 ]              |

## Известные игроки
- Кайла Александер
- Натали Ачонва
- Талли Бевилаква
- Джессика Бриланд
- Виктория Вивианс
- Иоланда Гриффит
- Анна Дефорж
- Брианн Дженьюари
- Шенис Джонсон
- Тамека Диксон
- Кэти Дуглас
- Джессика Дэвенпорт
- Кэндис Дюпри
- Шавонте Зеллус
- Лейшиа Кларендон
- Марисса Коулман
- Карима Кристмас
- Элли Куигли
- Тамика Кэтчингс
- Эрлана Ларкинс
- Бетнайджа Лейни
- Никки Маккрей
- Келли Миллер
- Келси Митчелл
- Тиффани Митчелл
- Джанетт Полен
- Кэппи Пондекстер
- Тэмми Саттон-Браун
- Танджела Смит
- Шери Сэм
- Стефани Уайт
- Эрика Уилер
- Натали Уильямс
- Рита Уильямс
- Тамика Уитмор
- Кара Уолтерс
- Эрин Филлипс
- Эллисон Фистер
- Наташа Ховард
- Эбони Хоффман

## Участники матчей всех звёзд
| Год  | Участники матчей всех звёзд                                          | Участники матчей всех звёзд                                          |
| Год  | Стартовый состав                                                     | Резервный состав                                                     |
| ---- | -------------------------------------------------------------------- | -------------------------------------------------------------------- |
| 2000 |                                                                      |                                                                      |
| 2001 |                                                                      | Рита Уильямс                                                         |
| 2002 | Тамика Кэтчингс                                                      |                                                                      |
| 2003 | Тамика Кэтчингс                                                      | Натали Уильямс                                                       |
| 2004 | Тамика Кэтчингс                                                      | Натали Уильямс                                                       |
| 2005 | Тамика Кэтчингс                                                      |                                                                      |
| 2006 | Тамика Кэтчингс                                                      | Тамика Уитмор                                                        |
| 2007 | Анна Дефорж и Тамика Кэтчингс                                        | Тэмми Саттон-Браун                                                   |
| 2008 | Игра не состоялась из-за проведения Олимпийских игр в Пекине         | Игра не состоялась из-за проведения Олимпийских игр в Пекине         |
| 2009 | Кэти Дуглас и Тамика Кэтчингс                                        |                                                                      |
| 2010 | Кэти Дуглас и Тамика Кэтчингс                                        |                                                                      |
| 2011 | Кэти Дуглас и Тамика Кэтчингс                                        |                                                                      |
| 2012 | Игра не состоялась из-за проведения Олимпийских игр в Лондоне        | Игра не состоялась из-за проведения Олимпийских игр в Лондоне        |
| 2013 | Тамика Кэтчингс                                                      | Шавонте Зеллус                                                       |
| 2014 | Тамика Кэтчингс                                                      | Брианн Дженьюари                                                     |
| 2015 | Тамика Кэтчингс                                                      | Марисса Коулман                                                      |
| 2016 | Игра не состоялась из-за проведения Олимпийских игр в Рио-де-Жанейро | Игра не состоялась из-за проведения Олимпийских игр в Рио-де-Жанейро |
| 2017 |                                                                      | Кэндис Дюпри                                                         |
| 2018 |                                                                      |                                                                      |
| 2019 |                                                                      | Эрика Уилер и Кэндис Дюпри                                           |
| 2020 | Игра не состоялась из-за проведения Олимпийских игр в Токио          | Игра не состоялась из-за проведения Олимпийских игр в Токио          |
| 2021 |                                                                      |                                                                      |
| 2022 |                                                                      |                                                                      |
| 2023 | Алия Бостон                                                          | Келси Митчелл                                                        |
| 2024 | Кейтлин Кларк                                                        | Алия Бостон и Келси Митчелл                                          |